# Ctenosaura clarki
Ctenosaura clarki är en ödleart som beskrevs av Bailey 1928. Ctenosaura clarki ingår i släktet Ctenosaura och familjen leguaner. IUCN kategoriserar arten globalt som sårbar. Inga underarter finns listade i Catalogue of Life.
Arten förekommer i delstaten Michoacán de Ocampo i västra Mexiko. Den lever i savanner med höga kaktusar samt i torra tropiska skogar. Utbredningsområdet ligger 200 till 600 meter över havet.